# Hohentengen am Hochrhein
Hohentengen am Hochrhein est une commune de Bade-Wurtemberg (Allemagne), située dans l'arrondissement de Waldshut, dans le district de Fribourg-en-Brisgau.

## Quartiers
| Wappen        | Le quartier Hohentengen est le centre et le siège administratif de la commune. |
| Bergöschingen | Bergöschingen                                                                  |
| Lienheim      | Lienheim                                                                       |
| Günzgen       | Günzgen                                                                        |
| Herdern       | Herdern                                                                        |
| Stetten       | Stetten                                                                        |